# Victoria Beckham (албум)
Victoria Beckham е дебютият и единствен студиен албум на английската певица Виктория Бекъм, издаден през октомври 2001 г. Албумът успява да достигне десето място във Великобритания.

## Списък с песните

### Оригинален траклист
1. „Not Such an Innocent Girl“ – 3:17
2. „A Mind of Its Own“ – 3:48
3. „That Kind of Girl“ – 3:48
4. „Like That“ – 4:01
5. „Girlfriend“ – 3:43
6. „Midnight Fantasy“ – 3:15
7. „I.O.U“ – 3:49
8. „No Trix, No Games“ – 3:03
9. „I Wish“ – 4:10
10. „Watcha Talkin' Bout“ – 3:51
11. „Unconditional Love“ – 3:50
12. „Every Part of Me“ – 5:11

### Японско издание
1. „Not Such an Innocent Girl“ (Robbie Rivera's Main Vocal Mix)	– 6:56
2. „Not Such an Innocent Girl“ (Sunship Radio Edit) – 3:43